# Jürgen Schupp
Jürgen Schupp (* 12. Januar 1956 in Griesheim) ist ein deutscher Sozialwissenschaftler und Arbeitsmarktexperte.
Schupp studierte VWL und Soziologie in Mainz und Frankfurt am Main; seinen Abschluss als Diplom-Soziologe machte er 1983 an der Johann Wolfgang Goethe-Universität in Frankfurt, wo er anschließend als Wissenschaftlicher Mitarbeiter am Sonderforschungsbereich 3, „Mikroanalytische Grundlagen der Gesellschaftspolitik“, tätig war. Ende 1984 wechselte er innerhalb des Sonderforschungsbereichs in das Projekt Sozio-oekonomisches Panel (SOEP), das am DIW Berlin unter dem damaligen Präsidenten Hans-Jürgen Krupp angesiedelt war. Anschließend folgten eine Reihe längerer Forschungsaufenthalte in den USA und Großbritannien. 1994 wurde er an der Ruhr-Universität Bochum promoviert. Viele Jahre lehrte er als Gastdozent am Institut für Soziologie der Freien Universität Berlin; im März 2006 ernannte ihn die Fakultät für Politische und Sozialwissenschaften der FU zum Honorarprofessor für Soziologie. In den Jahren 2005 und 2006 arbeitete Schupp als Fellow am Hanse-Wissenschaftskolleg Delmenhorst.
Seit Oktober 2000 ist Schupp Research-Fellow am Institut zur Zukunft der Arbeit (IZA).
Seit 2004 ist Schupp stellvertretender Leiter der Abteilung Längsschnittstudie SOEP am DIW Berlin und seit April 2009 zudem Vice-Dean of Graduate Studies, DIW Graduate Center of Economic and Social Research. Im Februar 2011 übernahm er gemeinsam mit Joachim R. Frick die Interim-Leitung der forschungsbasierten Infrastruktureinheit Sozio-oekonomisches Panel (SOEP). Von Februar 2013 bis Dezember 2017 war er Direktor des SOEP.